# Polska Zjednoczona
Polska Zjednoczona – tygodnik ukazujący się w Częstochowie w latach 1937-1938 z podtytułem: Chrześcijański tygodnik polityczno-społeczny.
Czasopismo było związane z obozem sanacyjnym. Twórcy tygodnika deklarowali jego konserwatywny charakter. Wydawcą i redaktorem naczelnym był znany ze społecznej aktywności ziemianin, hrabia Karol Raczyński. Gazetę drukowały „Polskie Zakłady Graficzne” Stanisława Waisa, nakład wynosił 30 tys. egz.

## Źródła
- Tomasz Mielczarek, Od „Monitora” do „Gońca Reklamowego”. Dzieje prasy częstochowskiej (1769–1994), Kielce 1996.
- Polska Zjednoczona : chrześcijański tygodnik polityczno-społeczny w katalogu Biblioteki Jagiellońskiej. [dostęp 2017-06-18].